# イヴァン・ブラウン
イヴァン・エルモア・ブラウン (Ivan Elmore Brown、1908年4月17日 - 1963年5月22日) は1930年代に活躍したアメリカのボブスレー選手。1936年のガルミッシュ・パルテンキルヘンオリンピックの男子2人乗りで金メダルを獲得した。